# 123 f.Kr.
| 123 f.Kr.          |
| ------------------ |
| Dødsfald - Fødsler |
|                    |

## Begivenheder
- Pollentia, romersk by, grundlægges.